# Суфіан Даїд
Суфіан Даїд (6 листопада 1982) — алжирський плавець.
Учасник Олімпійських Ігор 2004, 2008 років.
Переможець Всеафриканських ігор 2007 року, призер 2003, 2011 років.